# الصبره السفلى (القفر)

تعديل مصدري - تعديل

الصبره السفلى محلة تابعة لقرية المغلق، التابعة لعزلة حمير بمديرية القفر إحدى مديريات محافظة إب في الجمهورية اليمنية، بلغ تعداد سكانها 31 حسب تعداد اليمن لعام 2004.